# Human Nature (gruppo musicale)
Gli Human Nature sono un gruppo pop australiano attivo dal 1989 e formatosi a Sydney.

## Formazione
- Andrew Tierney – voce, tastiere
- Michael Tierney – voce
- Toby Allen – voce
- Phil Burton – voce, tastiere, chitarra

## Discografia
Album studio
- 1997 - Telling Everybody
- 1999 - Counting Down
- 2000 - Human Nature
- 2004 - Walk the Tightrope
- 2005 - Reach Out: The Motown Record
- 2006 - Dancing in the Street: The Songs of Motown II
- 2007 - Get Ready
- 2010 - Vegas: Songs from Sin City
- 2013 - The Christmas Album
- 2014 - Jukebox

Raccolte
- 2001 - Here & Now: The Best of Human Nature
- 2008 - The Motor City Collection (boxset)
- 2008 - A Symphony of Hits
- 2010 - The Essential